# Yob (Band)
Yob (oft auch YOB geschrieben) ist eine US-amerikanische Stoner-Doom-Band aus Eugene, Oregon, die im Jahr 1996 gegründet wurde, sich 2006 auflöste und 2008 wieder zusammenfand.

## Geschichte
Nachdem der Gitarrist und Sänger Mike Scheidt bereits in den Bands Dirty Sanchez, Chemikill und H.C. Minds tätig war, gründete er im Jahr 1996 die Band Yob. Den Bandnamen entlieh Scheidt einem Science-Fiction-Comic aus den 1950er Jahren. Yob ist das englische Wort „Boy“ rückwärts gelesen und war im Comic eine Bezeichnung eines Marsmenschen für einen Jungen von der Erde. Nach der Veröffentlichung eines ersten Demos im Jahr 2000, erschien das Debütalbum Elaborations of Carbon im Jahr 2002. Auf dem Album waren mittlerweile der Bassist Isamu Sato, den Scheidt bereits von H.C. Minds kannte, und der Schlagzeuger Gabe Morley als weitere Mitglieder zu hören. Morley wurde aber bereits für die Aufnahmen zum nächsten Album durch Travis Foster ersetzt. Bis zum Jahr 2005 veröffentlichte die Band mit Catharsis (2003), The Illusion of Motion (2004) und The Unreal Never Lived (2005) jedes Jahr ein Album. Im Mai 2004 hatte die Band eine Tour abgehalten, die einen Auftritt auf dem Festival Emissions from the Monolith einschloss und danach im August einen Vertrag bei Metal Blade Records vor der Veröffentlichung von The Illusion of Motion unterschrieben. Im Mai 2005 folgte ein erneuter Auftritt auf dem Emissions from the Monolith. Im Juli 2005 verließen Foster und Sato die Band. Scheidt verkündete daraufhin im Januar 2006 die Auflösung der Band.
Scheidt beschloss daraufhin, sich in einem neuen Projekt namens Middian zu engagieren. Zudem widmete er sich dem Krav Maga und bildete als Trainer etwas später selbst Schüler aus. Die Band wurde jedoch von der ähnlich geschriebenen Gruppe Midian verklagt, was das aus für Middian bedeutete. Im Jahr 2008 wiederbelebte Scheidt daraufhin Yob für ein paar Konzerte, mit ersten Auftritten in Europa. Dabei spielte die Gruppe 2010 auch auf dem Roadburn Festival und dem Scion Rock Fest. Mittlerweile waren Aaron Riesenberg als Bassist und Travis Foster als Schlagzeuger in der Band. Im Oktober 2008 hatte die Band einen Vertrag bei Profound Lore Records unterzeichnet. Hierüber erschien 2009 das Album The Great Cessation, dem Atma 2011 folgte. Als Gastmusiker war auf dem Album zum Scott Kelly von Neurosis zu hören. Atma wurde als Begriff aus dem Hinduismus gewählt. Danach ging die Band auf Tour durch die USA und Europa. 2011 spielte die Band auf dem Roadburn Festival und trat auch unter anderem in München zusammen mit Kongh und Dark Castle auf. Im Jahr 2012 folgten weitere Auftritte unter anderem wieder auf dem Roadburn Festival, sowie eine Tour zusammen mit Tool. 2014 schloss die Band einen Vertrag bei Neurot Recordings, worüber im August desselben Jahres das Album Clearing the Path to Ascend. Im selben Jahr war die Band außerdem erneut auf dem Roadburn Festival zu sehen.

## Stil
Laut laut.de spielt die Band eine Mischung aus Black-, Doom- und Death-Metal. Das erste Demo der Band klinge stark nach den Vorbildern Black Sabbath, Sleep und Cathedral. Zudem wird die Musik als „dronig-langsam“ beschrieben. Clearing the Path to Ascend sei „progressiv, langsam und metallisch“ und der Gesang klinge mal sanft und weiblich, mal seien es tiefe, zermalmende Growls. Laut Eduardo Rivadavia von Allmusic sind die meisten Lieder im Durchschnitt zehn Minuten lang, jedoch könne es auch vorkommen, dass ein Lied über 20 Minuten lang ist. Die Band sei eine Mischung aus Doom Metal, Sludge, Space- und Progressive-Rock. Martin Popoff schrieb in The Collector’s Guide of Heavy Metal Volume 4: The ’00s über Catharsis, dass das Album nur aus drei Liedern besteht. Die Band spiele asozialen Stoner Rock vergleichbar mit der Musik von Tad und The Melvins oder auch alten Veröffentlichungen von Nuclear Blast und Relapse Records. Der Gesang klinge wie eine Mischung aus Perry Farrell und Dan McCafferty. Das Titellied erinnere ihn an Jane’s Addiction. In seiner Rezension zu The Illusion of Motion bezeichnete er die Band als Sludge-Band. Die Musik rufe Erinnerungen an Bands wie Sons of Otis, alte Neurosis, Morgion und Mindrot wach. Die Lieder seien zudem wieder sehr lang. Zudem klinge die Musik wie eine erneuerte Version von Black Sabbath. David Perri bezeichnete in seiner Rezension zu The Unreal Never Lived die Musik als Stoner Doom. Auch er merkte die extreme Länge der Lieder an, da kein Lied unter neun Minuten lang sei. Die Stimmung der Lieder sei bedrückend. Simon Dümpelmann vom Rock Hard bezeichnete in seiner Rezension zu Clearing the Path to Ascend die Band als Ikone der Doom-, Stoner- und Sludge-Szene. Die Musik bezeichnete er als klassischen Doom Metal mit modernen Einflüssen. Zudem gebe es epische Lied-Arrangements und einen dröhnenden Klang. Das Album bestehe aus vier überlangen Liedern.
Laut Robert Müller vom Metal Hammer beruht die Musik der Band auf den ersten vier Veröffentlichungen von Black Sabbath. Die Musik klinge „als hätte man alte Cathedral in einen Betonmischer geworfen“. Im Interview mit Müller gab Mike Scheidt an, dass er Bands wie Electric Wizard, Sleep, The Obsessed, Cathedral und Pentagram zu seinen Einflüssen zählt. Zudem habe die Band auch Einflüsse, die nicht dem Doom Metal angehören würden, wozu Gruppen wie Immolation, Iron Maiden, Neurosis, Akercocke, Pink Floyd oder Darkthrone zählen würden. In den Liedern auf The Illusion of Motion gehe es um Quantenphysik und fernöstlichen Mystizismus. In einer weiteren Ausgabe gab Müller an, dass die Band auf Atma die Langsamkeit des Doom Metal mit der Schwere des Post-Metal kombiniere. Auch interviewte Müller in dieser Ausgabe wieder Scheidt, der angab, dass die Band für Atma durch Alben wie The Art of Self Defense von High on Fire, Holy Mountain von Sleep und War All the Time von Thursday beeinflusst wurde, so dass das Album simpler als die Vorgänger sei. Müller bezeichnete in seiner Rezension zu The Illusion of Motion die Musik als epischen Doom Metal, wobei die Lieder meist sehr langsam seien. Nur Pain in Sugar sei im mittleren Tempobereich. Die Band klinge dabei nur leicht durch die ersten vier Black-Sabbath-Alben beeinflusst. Scheidt mache an der E-Gitarre oft von Effektgeräten Gebrauch. Das Lied Exorcism of the Host erinnere ein wenig an die Band Grief, während das Titellied etwas nach alten Cathedral klinge. Müller schrieb zu The Unreal Never Lived, dass sich die Band deutlich traditioneller als auf dem Vorgänger gibt. Die Riffs seien jedoch wie gewohnt langsam und in Moll. Jedoch seien die „bizarren Samples und dissonanten Breaks“ größtenteils verschwunden. Der Song The Mental Tyrant sei, selbst wenn man Neurosis oder Isis gewöhnt sei, sehr progressiv. Müller schrieb zu The Great Cessation, dass die Space-Rock- und Stoner-Rock-Elemente „grimmiger Härte“ gewichen seien. Die Riffs würden dröhnend klingen und gelegentlich gebe es Post-Rock-artige Akustik-Passagen. Auch Petra Schurer vom Metal Hammer ordnete die Band in ihrer Rezension zu Atma dem Doom Metal zu, wobei die Lieder auf dem Album eine große Bandbreite an Emotionen böten. In Liedern wie Prepare the Ground gebe es zwar viele Melodien, jedoch verliere das Lied dadurch nicht seine Härte.

## Diskografie
- YOB (Demo, 2000, Eigenveröffentlichung)
- Elaborations of Carbon (Album, 2002, 12th Records)
- Catharsis (Album, 2003, Abstractsounds Records)
- The Illusion of Motion (Album, 2004, Metal Blade Records)
- The Unreal Never Lived (Album, 2005, Metal Blade Records)
- The Great Cessation (Album, 2009, Profound Lore Records)
- Atma (Album, 2011, Profound Lore Records)
- Live at Roadburn 2010 (Live-Album, 2011, Roadburn Records)
- Label Showcase – Profound Lore Records (Split mit Loss, The Atlas Moth, Wolvhammer und Pallbearer, 2012, Scion Audio Visual Records)
- The Unreal Never Lived: Live at Roadburn 2012 (Album, 2014, Roadburn Records)
- Clearing the Path to Ascend (Album, 2014, Neurot Recordings)
- Our Raw Heart (Album, 2018, Relapse Records)